# Primera División de Andorra 2022-23
La Primera División de Andorra 2022-23 (en catalán: Primera Divisió de Andorra 2022-23), oficialmente y por motivos de patrocinio Lliga Multisegur Assegurances, fue la 28ta edición del campeonato de la máxima categoría de fútbol del Principado de Andorra. Fue organizada por la Federación Andorrana de Fútbol y disputada por 8 equipos.
La temporada comenzó el 11 de septiembre de 2022 y finalizó el 21 de mayo de 2023.

## Ascensos y descensos
| Pos. | Descendidos de 1.ª División |
| ---- | --------------------------- |
| 8.º  | Carroi                      |

| Pos. | Ascendidos de 2.ª División |
| ---- | -------------------------- |
| 1.º  | Penya Encarnada            |

## Sistema de competición
A partir de esta temporada el campeonato constó de una fase regular a cuatro ruedas. Los ocho equipos se enfrentaron entre sí bajo el sistema de todos contra todos a cuatro ruedas, completando un total de 28 fechas.
El equipo que acumuló más puntos se consagró campeón y accedió a la ronda preliminar de la Liga de Campeones de la UEFA 2023-24. Asimismo, el subcampeón se clasificó para la Primera ronda clasificatoria de la Liga Europa Conferencia de la UEFA 2023-24. Un segundo puesto para la Primera ronda clasificatoria de la Liga Europa Conferencia de la UEFA 2023-24 fue asignado al campeón de la Copa Constitució 2023.
Por otro lado, aquel equipo que logró menor puntuación descendió directamente a la Segunda División, mientras que el penúltimo disputó una promoción contra el cuarto clasificado de dicha categoría.
La clasificación se estableció a partir de los puntos obtenidos en cada encuentro, otorgando tres por partido ganado, uno por empatado y ninguno en caso de derrota. En caso de igualdad de puntos entre dos o más equipos, se aplicó, en el mencionado orden, los siguientes criterios de desempate:
1. Mayor cantidad de puntos en los partidos entre los equipos implicados;
2. Mejor diferencia de goles en los partidos entre los equipos implicados;
3. Mayor cantidad de goles a favor en los partidos entre los equipos implicados;
4. Mejor diferencia de goles en toda la temporada;
5. Mayor cantidad de goles a favor en toda la temporada.

## Equipos participantes
| Equipo                  | Ciudad                  |
| ----------------------- | ----------------------- |
| Atlètic Club d'Escaldes | Las Escaldas-Engordany  |
| Engordany               | Las Escaldas-Engordany  |
| Penya Encarnada         | Andorra la Vieja        |
| Inter Club d'Escaldes   | Las Escaldas-Engordany  |
| FC Ordino               | Ordino                  |
| Sant Julià              | San Julián de Loria     |
| FC Santa Coloma         | Santa Coloma de Andorra |
| UE Santa Coloma         | Santa Coloma de Andorra |

| Parroquia              | N.º | Equipos                                                    |
| ---------------------- | --- | ---------------------------------------------------------- |
| Andorra la Vieja       | 3   | Penya Encarnada, FC Santa Coloma y UE Santa Coloma         |
| Las Escaldas-Engordany | 3   | Atlètic Club d'Escaldes, Engordany y Inter Club d'Escaldes |
| San Julián de Loria    | 1   | Sant Julià                                                 |
| Ordino                 | 1   | Ordino                                                     |

## Clasificación
| Pos. | Equipo                      | Pts. | PJ | G  | E  | P  | GF | GC | Dif. | Clasificación 2022–23                       |
| ---- | --------------------------- | ---- | -- | -- | -- | -- | -- | -- | ---- | ------------------------------------------- |
| 1    | Atlètic Club d'Escaldes (C) | 63   | 28 | 19 | 6  | 3  | 68 | 19 | +49  | Ronda preliminar de la Liga de Campeones    |
| 2    | Inter Club d'Escaldes       | 61   | 28 | 18 | 7  | 3  | 76 | 23 | +53  | Primera Ronda de la Liga Europa Conferencia |
| 3    | FC Santa Coloma             | 53   | 28 | 15 | 8  | 5  | 55 | 19 | +36  | Primera Ronda de la Liga Europa Conferencia |
| 4    | UE Santa Coloma             | 42   | 28 | 10 | 12 | 6  | 40 | 29 | +11  |                                             |
| 5    | Penya Encarnada             | 27   | 28 | 6  | 9  | 13 | 25 | 46 | −21  |                                             |
| 6    | Ordino                      | 23   | 28 | 5  | 8  | 15 | 33 | 55 | −22  |                                             |
| 7    | Engordany (D)               | 22   | 28 | 6  | 4  | 18 | 21 | 67 | −46  | Promoción por la permanencia                |
| 8    | Sant Julià (D)              | 16   | 28 | 4  | 4  | 20 | 23 | 83 | −60  | Descenso a la Segunda División 2023-24      |

Actualizado a los partidos jugados el 21 de mayo de 2023.
 Fuente: FAF

## Fixture
- Los horarios corresponden a la CET (Hora Central Europea) UTC+1 en horario estándar y UTC+2 en horario de verano.

### Primera vuelta
| Engordany             | 0 - 1 | FC Santa Coloma           | Centre d'Entrenament de la FAF 1 | 11 de septiembre | 11:00 |
| UE Santa Coloma       | 2 - 3 | Atlètic Club d'Escaldes   | Centre d'Entrenament de la FAF 1 | 11 de septiembre | 13:30 |
| Sant Julià            | 0 - 0 | Penya Encarnada d'Andorra | Centre d'Entrenament de la FAF 1 | 11 de septiembre | 16:00 |
| Inter Club d'Escaldes | 2 - 1 | Ordino                    | Centre d'Entrenament de la FAF 1 | 11 de septiembre | 18:30 |

| Penya Encarnada d'Andorra | 1 - 1 | UE Santa Coloma       | Centre d'Entrenament de la FAF 1 | 18 de septiembre | 11:00 |
| FC Santa Coloma           | 2 - 2 | Inter Club d'Escaldes | Centre d'Entrenament de la FAF 1 | 18 de septiembre | 13:30 |
| Atlètic Club d'Escaldes   | 1 - 0 | Engordany             | Centre d'Entrenament de la FAF 1 | 18 de septiembre | 16:00 |
| Ordino                    | 0 - 1 | Sant Julià            | Centre d'Entrenament de la FAF 1 | 18 de septiembre | 18:30 |

| Inter Club d'Escaldes | 1 - 1 | Sant Julià                | Centre d'Entrenament de la FAF 1 | 2 de octubre | 11:00 |
| Engordany             | 1 - 0 | Penya Encarnada d'Andorra | Centre d'Entrenament de la FAF 1 | 2 de octubre | 13:30 |
| UE Santa Coloma       | 0 - 0 | Ordino                    | Centre d'Entrenament de la FAF 1 | 2 de octubre | 16:00 |
| FC Santa Coloma       | 1 - 1 | Atlètic Club d'Escaldes   | Centre d'Entrenament de la FAF 1 | 2 de octubre | 18:30 |

| Atlètic Club d'Escaldes   | 2 - 1 | Inter Club d'Escaldes | Centre d'Entrenament de la FAF 1 | 9 de octubre | 11:00 |
| Ordino                    | 5 - 3 | Engordany             | Centre d'Entrenament de la FAF 1 | 9 de octubre | 13:30 |
| Penya Encarnada d'Andorra | 0 - 2 | FC Santa Coloma       | Centre d'Entrenament de la FAF 1 | 9 de octubre | 16:00 |
| Sant Julià                | 0 - 3 | UE Santa Coloma       | Centre d'Entrenament de la FAF 1 | 9 de octubre | 18:30 |

| FC Santa Coloma         | 1 - 1 | Ordino                    | Centre d'Entrenament de la FAF 1 | 16 de octubre | 11:00 |
| Engordany               | 2 - 1 | Sant Julià                | Centre d'Entrenament de la FAF 1 | 16 de octubre | 13:30 |
| Inter Club d'Escaldes   | 1 - 3 | UE Santa Coloma           | Centre d'Entrenament de la FAF 1 | 16 de octubre | 16:00 |
| Atlètic Club d'Escaldes | 3 - 0 | Penya Encarnada d'Andorra | Centre d'Entrenament de la FAF 1 | 16 de octubre | 18:30 |

| Ordino                | 0 - 3 | Atlètic Club d'Escaldes   | Centre d'Entrenament de la FAF 1 | 23 de octubre | 11:00 |
| Inter Club d'Escaldes | 2 - 0 | Penya Encarnada d'Andorra | Centre d'Entrenament de la FAF 1 | 23 de octubre | 13:30 |
| Sant Julià            | 1 - 2 | FC Santa Coloma           | Centre d'Entrenament de la FAF 1 | 23 de octubre | 16:00 |
| UE Santa Coloma       | 1 - 1 | Engordany                 | Centre d'Entrenament de la FAF 1 | 23 de octubre | 18:30 |

| Penya Encarnada d'Andorra | 1 - 0 | Ordino                | Centre d'Entrenament de la FAF 1 | 30 de octubre | 11:00 |
| Atlètic Club d'Escaldes   | 5 - 1 | Sant Julià            | Centre d'Entrenament de la FAF 1 | 30 de octubre | 13:30 |
| Engordany                 | 0 - 3 | Inter Club d'Escaldes | Centre d'Entrenament de la FAF 1 | 30 de octubre | 16:00 |
| FC Santa Coloma           | 0 - 1 | UE Santa Coloma       | Centre d'Entrenament de la FAF 1 | 30 de octubre | 18:30 |

### Segunda vuelta
| Engordany                 | 4 - 0 | Sant Julià            | Centre d'Entrenament de la FAF 1 | 6 de noviembre | 11:00 |
| Penya Encarnada d'Andorra | 0 - 2 | UE Santa Coloma       | Centre d'Entrenament de la FAF 1 | 6 de noviembre | 13:30 |
| Ordino                    | 0 - 3 | Inter Club d'Escaldes | Centre d'Entrenament de la FAF 1 | 6 de noviembre | 16:00 |
| Atlètic Club d'Escaldes   | 0 - 0 | FC Santa Coloma       | Centre d'Entrenament de la FAF 1 | 6 de noviembre | 18:30 |

| UE Santa Coloma       | 2 - 1 | Engordany                 | Centre d'Entrenament de la FAF 1 | 13 de noviembre     | 11:00               |
| FC Santa Coloma       | 1 - 0 | Ordino                    | Centre d'Entrenament de la FAF 1 | 13 de noviembre     | 13:30               |
| Inter Club d'Escaldes | 8 - 0 | Penya Encarnada d'Andorra | Centre d'Entrenament de la FAF 1 | 13 de noviembre     | 18:30               |
| Sant Julià            | 0 - 3 | Atlètic Club d'Escaldes   | Victoria Adjudicada              | Victoria Adjudicada | Victoria Adjudicada |

| Atlètic Club d'Escaldes   | 1 - 1 | Ordino                | Centre d'Entrenament de la FAF 1 | 20 de noviembre | 11:00 |
| Penya Encarnada d'Andorra | 0 - 3 | FC Santa Coloma       | Centre d'Entrenament de la FAF 1 | 20 de noviembre | 16:00 |
| Sant Julià                | 1 - 3 | UE Santa Coloma       | Centre d'Entrenament de la FAF 1 | 22 de noviembre | 20:30 |
| Engordany                 | 0 - 4 | Inter Club d'Escaldes | Centre d'Entrenament de la FAF 1 | 24 de noviembre | 20:30 |

| FC Santa Coloma       | 6 - 0  | Engordany                 | Centre d'Entrenament de la FAF 1 | 27 de noviembre | 11:00 |
| Inter Club d'Escaldes | 12 - 0 | Sant Julià                | Centre d'Entrenament de la FAF 1 | 27 de noviembre | 13:30 |
| UE Santa Coloma       | 0 - 0  | Atlètic Club d'Escaldes   | Centre d'Entrenament de la FAF 1 | 27 de noviembre | 16:00 |
| Ordino                | 1 - 1  | Penya Encarnada d'Andorra | Centre d'Entrenament de la FAF 1 | 27 de noviembre | 18:30 |

| Atlètic Club d'Escaldes | 4 - 0 | Penya Encarnada d'Andorra | Centre d'Entrenament de la FAF 1 | 4 de diciembre      | 12:30               |
| UE Santa Coloma         | 2 - 2 | Inter Club d'Escaldes     | Centre d'Entrenament de la FAF 1 | 4 de diciembre      | 15:00               |
| Engordany               | 0 - 3 | Ordino                    | Victoria Adjudicada              | Victoria Adjudicada | Victoria Adjudicada |
| Sant Julià              | 0 - 3 | FC Santa Coloma           | Victoria Adjudicada              | Victoria Adjudicada | Victoria Adjudicada |

| Atlètic Club d'Escaldes   | 2 - 2 | Inter Club d'Escaldes | Centre d'Entrenament de la FAF 1 | 11 de diciembre | 11:00 |
| FC Santa Coloma           | 3 - 0 | UE Santa Coloma       | Centre d'Entrenament de la FAF 1 | 11 de diciembre | 13:30 |
| Ordino                    | 2 - 3 | Sant Julià            | Centre d'Entrenament de la FAF 1 | 11 de diciembre | 16:00 |
| Penya Encarnada d'Andorra | 1 - 1 | Engordany             | Centre d'Entrenament de la FAF 1 | 11 de diciembre | 18:30 |

| Engordany             | 0 - 0 | Atlètic Club d'Escaldes   | Centre d'Entrenament de la FAF 1 | 17 de diciembre | 18:30 |
| Inter Club d'Escaldes | 2 - 1 | FC Santa Coloma           | Centre d'Entrenament de la FAF 1 | 18 de diciembre | 11:00 |
| Sant Julià            | 2 - 3 | Penya Encarnada d'Andorra | Centre d'Entrenament de la FAF 1 | 18 de diciembre | 13:30 |
| UE Santa Coloma       | 1 - 1 | Ordino                    | Centre d'Entrenament de la FAF 1 | 18 de diciembre | 19:30 |

### Tercera vuelta
| Penya Encarnada d'Andorra | 1 - 1 | UE Santa Coloma       | Centre d'Entrenament de la FAF 1 | 29 de enero | 11:00 |
| Ordino                    | 1 - 4 | FC Santa Coloma       | Centre d'Entrenament de la FAF 1 | 29 de enero | 13:30 |
| Atlètic Club d'Escaldes   | 2 - 0 | Engordany             | Centre d'Entrenament de la FAF 1 | 29 de enero | 16:00 |
| Sant Julià                | 0 - 6 | Inter Club d'Escaldes | Centre d'Entrenament de la FAF 1 | 29 de enero | 18:30 |

| Inter Club d'Escaldes | 0 - 1 | Ordino                    | Centre d'Entrenament de la FAF 1 | 5 de febrero | 11:00 |
| UE Santa Coloma       | 2 - 0 | Atlètic Club d'Escaldes   | Centre d'Entrenament de la FAF 1 | 5 de febrero | 13:30 |
| FC Santa Coloma       | 3 - 2 | Penya Encarnada d'Andorra | Centre d'Entrenament de la FAF 1 | 5 de febrero | 16:00 |
| Engordany             | 2 - 0 | Sant Julià                | Centre d'Entrenament de la FAF 1 | 5 de febrero | 18:30 |

| Atlètic Club d'Escaldes   | 6 - 1 | Sant Julià            | Centre d'Entrenament de la FAF 1 | 12 de febrero | 11:00 |
| Ordino                    | 1 - 2 | Engordany             | Centre d'Entrenament de la FAF 1 | 12 de febrero | 13:30 |
| UE Santa Coloma           | 0 - 0 | FC Santa Coloma       | Centre d'Entrenament de la FAF 1 | 12 de febrero | 16:00 |
| Penya Encarnada d'Andorra | 2 - 2 | Inter Club d'Escaldes | Centre d'Entrenament de la FAF 1 | 12 de febrero | 18:30 |

| Engordany             | 1 - 0 | Penya Encarnada d'Andorra | Centre d'Entrenament de la FAF 1 | 19 de febrero | 11:00 |
| Sant Julià            | 3 - 2 | Ordino                    | Centre d'Entrenament de la FAF 1 | 19 de febrero | 13:30 |
| Inter Club d'Escaldes | 1 - 0 | UE Santa Coloma           | Centre d'Entrenament de la FAF 1 | 19 de febrero | 16:00 |
| FC Santa Coloma       | 0 - 3 | Atlètic Club d'Escaldes   | Centre d'Entrenament de la FAF 1 | 19 de febrero | 18:30 |

| Atlètic Club d'Escaldes   | 6 - 1 | Ordino                | Centre d'Entrenament de la FAF 1 | 26 de febrero | 11:00 |
| FC Santa Coloma           | 1 - 1 | Inter Club d'Escaldes | Centre d'Entrenament de la FAF 1 | 26 de febrero | 13:30 |
| Penya Encarnada d'Andorra | 1 - 1 | Sant Julià            | Centre d'Entrenament de la FAF 1 | 26 de febrero | 16:00 |
| UE Santa Coloma           | 1 - 1 | Engordany             | Centre d'Entrenament de la FAF 1 | 26 de febrero | 18:30 |

| Engordany               | 0 - 3 | FC Santa Coloma           | Centre d'Entrenament de la FAF 1 | 4 de marzo | 20:30 |
| Sant Julià              | 1 - 3 | UE Santa Coloma           | Centre d'Entrenament de la FAF 1 | 5 de marzo | 11:00 |
| Atlètic Club d'Escaldes | 1 - 2 | Inter Club d'Escaldes     | Centre d'Entrenament de la FAF 1 | 5 de marzo | 13:30 |
| Ordino                  | 0 - 3 | Penya Encarnada d'Andorra | Centre d'Entrenament de la FAF 1 | 5 de marzo | 16:00 |

| FC Santa Coloma           | 4 - 0 | Sant Julià              | Centre d'Entrenament de la FAF 1 | 12 de marzo | 11:00 |
| Penya Encarnada d'Andorra | 0 - 1 | Atlètic Club d'Escaldes | Centre d'Entrenament de la FAF 1 | 12 de marzo | 13:30 |
| Inter Club d'Escaldes     | 2 - 0 | Engordany               | Centre d'Entrenament de la FAF 1 | 12 de marzo | 16:00 |
| UE Santa Coloma           | 3 - 1 | Ordino                  | Centre d'Entrenament de la FAF 1 | 12 de marzo | 18:30 |

### Cuarta vuelta
| Ordino          | 1 - 1 | Penya Encarnada d'Andorra | Centre d'Entrenament de la FAF 1 | 2 de abril          | 11:00               |
| UE Santa Coloma | 1 - 1 | Sant Julià                | Centre d'Entrenament de la FAF 1 | 2 de abril          | 13:30               |
| FC Santa Coloma | 0 - 1 | Atlètic Club d'Escaldes   | Centre d'Entrenament de la FAF 1 | 2 de abril          | 16:00               |
| Engordany       | 0 - 3 | Inter Club d'Escaldes     | Victoria Adjudicada              | Victoria Adjudicada | Victoria Adjudicada |

| Inter Club d'Escaldes     | 0 - 0 | FC Santa Coloma | Centre d'Entrenament de la FAF 1 | 16 de abril         | 11:00               |
| Penya Encarnada d'Andorra | 4 - 1 | UE Santa Coloma | Centre d'Entrenament de la FAF 1 | 16 de abril         | 16:00               |
| Atlètic Club d'Escaldes   | 1 - 1 | Ordino          | Centre d'Entrenament de la FAF 1 | 16 de abril         | 18:30               |
| Sant Julià                | 3 - 0 | Engordany       | Victoria Adjudicada              | Victoria Adjudicada | Victoria Adjudicada |

| UE Santa Coloma | 1 - 3 | Atlètic Club d'Escaldes   | Centre d'Entrenament de la FAF 1 | 23 de mayo | 11:00 |
| Engordany       | 0 - 7 | FC Santa Coloma           | Centre d'Entrenament de la FAF 1 | 23 de mayo | 13:30 |
| Ordino          | 3 - 5 | Inter Club d'Escaldes     | Centre d'Entrenament de la FAF 1 | 23 de mayo | 16:00 |
| Sant Julià      | 1 - 2 | Penya Encarnada d'Andorra | Centre d'Entrenament de la FAF 1 | 23 de mayo | 18:00 |

| Penya Encarnada d'Andorra | 0 - 0 | Engordany       | Centre d'Entrenament de la FAF 1 | 30 de abril | 11:00 |
| Inter Club d'Escaldes     | 1 - 0 | UE Santa Coloma | Centre d'Entrenament de la FAF 1 | 30 de abril | 13:30 |
| Atlètic Club d'Escaldes   | 2 - 0 | Sant Julià      | Centre d'Entrenament de la FAF 1 | 30 de abril | 16:00 |
| FC Santa Coloma           | 3 - 1 | Ordino          | Centre d'Entrenament de la FAF 1 | 30 de abril | 18:30 |

| Sant Julià                | 0 - 0 | Inter Club d'Escaldes   | Centre d'Entrenament de la FAF 1 | 7 de mayo | 11:00 |
| Penya Encarnada d'Andorra | 0 - 3 | Atlètic Club d'Escaldes | Centre d'Entrenament de la FAF 1 | 7 de mayo | 13:30 |
| UE Santa Coloma           | 0 - 0 | FC Santa Coloma         | Centre d'Entrenament de la FAF 1 | 7 de mayo | 16:00 |
| Engordany                 | 1 - 2 | Ordino                  | Centre d'Entrenament de la FAF 1 | 7 de mayo | 18:00 |

| Inter Club d'Escaldes | 1 - 0 | Penya Encarnada d'Andorra | Centre d'Entrenament de la FAF 1 | 14 de mayo | 15:30 |
| Engordany             | 1 - 7 | Atlètic Club d'Escaldes   | CE La Massana                    | 14 de mayo | 15:30 |
| FC Santa Coloma       | 4 - 0 | Sant Julià                | Centre d'Entrenament de la FAF 1 | 14 de mayo | 18:30 |
| Ordino                | 1 - 1 | UE Santa Coloma           | CE La Massana                    | 14 de mayo | 18:30 |

| Penya Encarnada d'Andorra | 2 - 0 | FC Santa Coloma       | Centre d'Entrenament de la FAF 1 | 19 de mayo | 15:30 |
| Atlètic Club d'Escaldes   | 1 - 2 | Inter Club d'Escaldes | Centre d'Entrenament de la FAF 1 | 21 de mayo | 11:00 |
| UE Santa Coloma           | 5 - 0 | Engordany             | Centre d'Entrenament de la FAF 1 | 21 de mayo | 17:00 |
| Sant Julià                | 1 - 2 | Ordino                | CE La Massana                    | 21 de mayo | 17:00 |

## Promoción por la permanencia
El séptimo colocado en la clasificación de la primera división disputó una serie a doble partido, uno como visitante y otro como local, ante el cuarto colocado de la Segunda División. El ganador de la eliminatoria participó de la siguiente temporada de la Primera Divisió.
| 27 de mayo de 2023, 20:30; | Carroi                            | 2:0 (1:0) | Engordany | CE La Massana, La Massana |  |
|                            | Marco Acosta 4' · Jaime Pérez 55' | Reporte   |           |                           |  |

| 31 de mayo de 2023, 20:30;                                                                                     | Engordany | 0:2(0:0) (Global 1:4) | Carroi               | Centre d'Entrenament de la FAF 1, Andorra la Vieja |  |
| |           | Reporte               | Arnau Bravo 63', 70' |                                                    |  |
| El Carroi ascendió y jugó la Primera División y el Engordany jugó la Segunda División en la proxima temporada. |           |                       |                      |                                                    |  |

## Goleadores
- Actualizado el 21 de mayo de 2023.

| Pos. | Jugador         | Club                    | Goles |
| ---- | --------------- | ----------------------- | ----- |
| 1    | Guillaume Lopez | Atlètic Club d'Escaldes | 15    |
| 2    | Andreu Sascha   | Inter Club d'Escaldes   | 14    |
| 3    | Faysal Chouuaib | UE Santa Coloma         | 13    |
| 4    | Gerard Artigas  | Inter Club d'Escaldes   | 12    |
|      | Eloy Gila       | FC Santa Coloma         | 12    |
| 6    | Rodrigo Piloto  | Penya d'Andorra         | 11    |